# 小行星10444
小行星10444（10444 de Hevesy）是一颗绕太阳运转的小行星，为主小行星带小行星。该小行星于1973年9月30日发现。

## 轨道参数
小行星10444的轨道半长轴为3.1828450 UA，离心率为0.042。